# Ornebius rubidus
Ornebius rubidus är en insektsart som beskrevs av Sigfrid Ingrisch 1998. Ornebius rubidus ingår i släktet Ornebius och familjen Mogoplistidae. Inga underarter finns listade i Catalogue of Life.